# Ruhezeit (Arbeitsstudium)
Ruhezeiten sind, etwa im Arbeitsstudium und in der Produktionswirtschaft, Zeiten, während denen eine arbeitsbereite Arbeitskraft zweckfremd und nicht für eine Arbeitsaufgabe tätig ist. 

## Allgemeines
Die REFA-Methodenlehre kennt viele Zeitbegriffe, zu denen unter anderem auch die Bearbeitungszeit (oder Hauptzeit, Tätigkeitszeit) und Zwischenzeit (einschließlich Wartezeit) gehören; aus Bearbeitungs- und Zwischenzeit zusammen ergibt sich die Grundzeit. Die Ruhezeit ist hier einzuordnen als Teil der Zwischenzeit, in welcher der Arbeitnehmer nicht für den Betriebszweck tätig ist. Hierzu gehören Zeitunglesen oder Privattelefonate während der Arbeitszeit.

## Arten
Es gibt betriebliche, persönliche und überbetriebliche Ruhezeiten. Zu ersteren gehören die Wartezeiten, persönliche sind Erholungszeiten, die eine Arbeitskraft zur Wiederherstellung ihrer körperlichen und geistigen Leistungsfähigkeit benötigt, um dauerhafte Normalleistung (Dauerleistungsgrenze) erbringen zu können, sowie vermeidbare Untätigkeiten wie durch Verspätung; überbetriebliche Ruhezeiten sind die durch Tarifvertrag oder Betriebsvereinbarung festgelegten Arbeitspausen.
```
                                                                  Ruhezeit
                                 ┌────────────────────────────────────┴────────────────────────────────────┐                
                         betrieblich bedingt                 persönlich bedingt                 überbetrieblich bedingt
                         ┌───────┴──────┐                  ┌──────────┴──────────────┐                     ┴         
                     Wartezeit      Wartezeit        
Erholungszeit
        Zeiten vermeidbarer         
Arbeitspausen

                 (ablaufbedingt) (störungsbedingt)                        Untätigkeit
```

Dem Oberbegriff der Ruhezeit unterfallen die Wartezeiten, Erholungszeiten, Zeiten vermeidbarer Untätigkeit und Arbeitspausen. Die „Zeiten vermeidbarer Untätigkeit“ sind Zeiträume, die der Arbeitnehmer bei richtiger Einhaltung der Arbeitsanweisungen, also bei pflichtgemäßem Verhalten, vermeiden kann, etwa Verspätungen oder unbegründetes Verlassen des Arbeitsplatzes.
In diese Kategorie fällt auch die Nutzung von dienstlichen Arbeitsmitteln für private Zwecke, die streng reglementiert ist.

## Rechtsfragen
Die Ruhezeit im Sinne der REFA ist vom Rechtsbegriff der Ruhezeit zu unterscheiden. In § 5 Abs. 1 ArbZG wird eine ununterbrochene Ruhezeit von mindestens 11 Stunden für Arbeitnehmer nach Beendigung der täglichen Arbeitszeit vorgeschrieben. Bei Jugendlichen beträgt die Ruhezeit zwölf Stunden (§ 13 JArbSchG). Der Rechtsbegriff der Ruhezeit ist damit identisch mit dem umgangssprachlichen Begriff der Freizeit.

## Wirtschaftliche Aspekte
Ruhezeiten sind wie auch die Rüstzeit, Stillstandszeit, Ausschuss und Nacharbeit unproduktiv und daher möglichst zu vermeiden. Dem Arbeitgeber stehen als Aktionsparameter lediglich die betrieblichen und persönlichen Ruhezeiten zur Verfügung. Zur Minimierung der betrieblichen Ruhezeiten muss die Wartezeit durch Optimierung der Ablauforganisation verkürzt werden. Um die persönlichen Ruhezeiten zu minimieren, muss der Arbeitgeber klarstellen, dass die Arbeitspausen für Erholungszeiten vorgesehen sind und dass Pünktlichkeit eine Tugend ist, die zur Verminderung der vermeidbaren Untätigkeit führt. Von der REFA neu eingeführt wurden 1952 Erholungszeiten und Zeiten für meist vermeidbare Untätigkeit.